# Adossenda Gutiérrez
Adossenda Gutiérrez (Galícia, segles IX-X) va ser reina de consort de Lleó aproximadament entre 923 i 933, pel seu matrimoni amb Ramir II.
Membre d'una important i prestigiosa família aristocràtica gallega, era filla del comte Guterre Osorez i Aldonça Menéndez, i neta per via paterna d'Hermenegild Gutiérrez, repoblador de la ciutat de Coïmbra, i d'Ermessenda Gatóniz. Malgrat no conservar-se documentació de la unió matrimonial, hom afirma que va ser la primera muller del rei Ramir II de Lleó, del qual era cosina germana. El casament es degué produir vers el 923, i tots dos van tenir dos fills, Beremund, que va morir sent un nen, i Ordoni, que regnaria com a Ordoni III.
Segons Gonzalo Martínez Díez, gràcies a aquest matrimoni Ramir II va comptar amb les simpaties de l'aristocràcia portuguesa. Va ser reina fins aproximadament el 933. Amb tot, es desconeix res sobre la seva actuació al costat del monarca, perquè no se n'ha conservat documentació.
Es creu que Ramir va repudiar la reina Adossenda, alguns autors diuen que per qüestions d'estat, i es va tornar a casar. El 934 es documenta una nova reina i muller del monarca, Urraca Sanxes. Malgrat tot, ella i els seus fills van conservar els drets dinàstics sobre Portugal.
La mort d'Adossenda es va produir després del 941.